# Vyssle- och Västermyr
Vyssle- och Västermyr är ett naturreservat i Osby kommun i Skåne län.
Området är naturskyddat sedan 2016 och är 436 hektar stort. Reservatet är en del av ett större myrkomplex som totalt omfattar 750 hektar.